# Резолюция Совета Безопасности ООН 1397
Резолюция Совета Безопасности ООН 1397 была принята 12 марта 2002 года. Совет потребовал положить конец насилию, которое происходило между израильской и палестинской сторонами с сентября 2000 года (Интифада Аль-Аксы). Это была первая резолюция Совета Безопасности, призывающая к решению конфликта на основе принципа двух государств для двух народов.
Перед принятием резолюции генеральный секретарь Кофи Аннан призвал палестинцев положить конец «морально отвратительным» актам террора и взрывам террористов-смертников, а израильтянам прекратить незаконную оккупацию палестинской территории и применение чрезмерной силы.

## Подробности
Совет Безопасности подтвердил концепцию израильского и палестинского государств, существующих бок о бок с безопасными и признанными границами. Он выразил обеспокоенность событиями, произошедшими с сентября 2000 года в регионе, и необходимостью для всех обеспечить безопасность гражданского населения и уважение международного гуманитарного права. Совет приветствовал усилия США, России, Европейского Союза, наследного принца Саудовской Аравии Абдаллы и других стран по установлению справедливого и прочного мира на Ближнем Востоке.
Резолюция потребовала немедленного прекращения насилия, террора, подстрекательства, провокаций и разрушений, призывая израильскую и палестинскую стороны сотрудничать в реализации рабочего плана Тенета и доклада Митчелла. Наконец, высокую оценку получили усилия Кофи Аннана и других по возобновлению мирного процесса и прекращению насилия.

## Голосование
Резолюция была единогласно принята 14 голосами «за» и одним воздержанием от Сирии.
Представитель Сирии считал, что резолюция не решает озабоченности арабских стран.